# Themira lucida
Themira lucida är en tvåvingeart som först beskrevs av Rasmus Carl Staeger 1844.  Themira lucida ingår i släktet Themira och familjen svängflugor. Arten är reproducerande i Sverige. Inga underarter finns listade i Catalogue of Life.